# Hackerethik
Die Hackerethik bezeichnet eine Sammlung ethischer Werte, die für die Hackerkultur ausschlaggebend sein sollen. Für diese Ethik gibt es mittlerweile verschiedene Definitionen. Zentrale Werte in den verschiedenen Aufstellungen sind Freiheit, Kooperation, freiwillige und selbstgewählte Arbeit sowie Teilen.
Steven Levy prägte den Begriff in seinem Buch Hackers von 1984 und stellte eine erste Sammlung von Grundsätzen der Hackerethik auf. Sie dokumentiert nach Levy den Eindruck über die Werte der frühen Hackerszene am MIT. Diese Hackerethik ist nach der Interpretation des Jargon File die Überzeugung, dass das Verbreiten von Software und technischer Dokumentation gut und richtig ist; die ethische Pflicht eines Hackers besteht darin, sein Wissen durch das Schreiben von Software und technischer Dokumentation weiterzugeben.
Heute ist mit der Hackerethik auch oft die Version des Chaos Computer Club gemeint, welche sowohl die bestehenden Regeln erweitert als auch zwei weitere hinzufügt.

## Grundsätze der Hackerethik
Levy beschrieb im Vorwort seines Buches namens Hackers die allgemeinen Grundsätze der Hackerethik:
- Freier Zugriff auf Computer
- Freier Zugriff auf Wissen
- Misstrauen gegenüber Autoritäten und Bevorzugung von Dezentralisierung.
- Hacker sollten nur nach ihrer Fähigkeit beurteilt werden.
- Du kannst Kunst und Schönheit mittels Computer erzeugen.
- Verbesserung der Welt durch das Verbreiten von Technologien

Zugriff auf Computer und alles, was einen etwas über die Welt lehren kann, soll unlimitiert und total sein.Ein Hacker soll frei sein, anhand bestehender Ideen und Systeme zu lernen und auf diesen aufzubauen. Der Zugriff gibt Hackern die Möglichkeit, Dinge zu reparieren, auseinanderzunehmen oder zu verbessern und somit zu lernen, wie diese funktionieren. Dies gibt ihnen das Wissen, um Neues zu erfinden und somit die Verbreitung von Technologie zu bestärken.
Informationen sollen frei sein und somit jedem verfügbar sein.Dies ist direkt mit der ersten Aussage verbunden. Jede Information, die der Hacker benötigt, um etwas zu reparieren, verbessern oder neu zu erfinden, sollte frei verfügbar sein. Ein Austausch von Ideen stärkt die Kreativität. Jedes System profitiert von den Grundsätzen der Transparenz, welche auch in einer Demokratie angestrebt werden. Frei soll im Sinne von Freiheit verstanden werden und nicht im Sinne von kostenlos.
Misstrauen gegenüber Autorität und Bevorzugung von Dezentralisierung.Das Erstellen von einem offenen System ohne Grenzen ist die beste Möglichkeit, um es Hackern zu ermöglichen, an notwendige Informationen oder Ausrüstung zu gelangen, welches diese benötigen, um ihrer Pflicht des Sammelns von Wissen und des Verbesserns von sich selbst und der Welt nachzukommen. Hacker glauben daran, dass ein bürokratisches System ein fehlerbehaftetes System ist, egal wo dieses System angewendet wird.
Hacker sollten nur nach ihrer Fähigkeit im Hacken beurteilt werden.Die Hackerethik ist ein leistungsorientiertes System, in dem Oberflächlichkeit nicht wertgeschätzt wird. Alter, Ausbildung, Rasse, Geschlecht oder Rang sind nicht relevant in der Hackergemeinde. Die Fähigkeit ist der einzige und ultimative Maßstab des Bewertens untereinander. Ein solches Verhalten fördert das Voranschreiten der Hackergemeinde und der Softwareentwicklung. Als Beispiel wird häufig L Peter Deutsch genannt, welcher als Zwölfjähriger in die TX-0-Gemeinschaft aufgrund seiner Fähigkeit aufgenommen wurde, während er von Studenten nicht akzeptiert wurde.
Du kannst Kunst und Schönheit mittels Computer erzeugen.Hacker lieben Technologie, mit welcher sie komplexe Aufgaben mittels weniger Anweisungen lösen können. Programmcode kann von unfassbarer Schönheit sein, wenn dieser sorgfältig und mit Geschick erstellt wurde. Das Erstellen von möglichst kleinen Programmen wurde schnell zum Wettkampf zwischen frühen Anhängern der Hackerkultur.
Computer können das Leben von allen zum Besseren wenden.Hacker haben das Gefühl, dass Computer ihr Leben spannender gemacht und insgesamt verbessert haben. Hacker sehen Computer als etwas, was sie kontrollieren und beeinflussen können. Sie sind der Überzeugung, dass jeder von Computern profitiert und wenn jeder mit Computern so umgehen würde wie sie es tun, die Hackerethik die Welt zum Besseren wenden kann. Die Welt solle lernen, dass eine Welt mit Computern eine offene Welt ist.

## Hackerethik des Chaos Computer Club
In den 1980er Jahren stellten einige Hacker aus dem Umfeld des CCC ihre Fähigkeiten dem KGB zur Verfügung (KGB-Hack). Da der Verein dies als mit seinen Zielen unvereinbar empfand, definierten seine Mitglieder eine Erweiterung von Levys Hackerethik. Diese erweiterte Form enthält leichte Veränderungen der ursprünglichen Regeln und zwei gänzlich neue Punkte. Die Hackerethik in der Version des CCC lautet:
- Der Zugang zu Computern und allem, was einem zeigen kann, wie diese Welt funktioniert, sollte unbegrenzt und vollständig sein.
- Alle Informationen müssen frei sein.
- Mißtraue Autoritäten – fördere Dezentralisierung
- Beurteile einen Hacker nach dem, was er tut, und nicht nach üblichen Kriterien wie Aussehen, Alter, Spezies, Geschlecht oder gesellschaftlicher Stellung.
- Man kann mit einem Computer Kunst und Schönheit schaffen.
- Computer können dein Leben zum Besseren verändern.
- Mülle nicht in den Daten anderer Leute.
- Öffentliche Daten nützen, private Daten schützen.

## Levys „wahre Hacker“
Levy nennt einige „wahre Hacker“, die die Hackerkultur erheblich beeinflusst haben. Einige von ihnen sind:
- Bill Gosper: Mathematiker und Hacker
- Richard Greenblatt: Programmierer und frühzeitiger Mitentwickler der Lisp-Maschine
- John McCarthy: Mitbegründer des MIT Artificial Intelligence Lab und des Stanford AI Laboratory
- Richard Stallman: Programmierer und Aktivist, der sehr bekannt ist für GNU, Emacs und die Freie-Software-Bewegung

Levy unterscheidet drei Generationen von Hackern. Er nennt die zweite Generation „Hardware Hacker“, welche größtenteils aus dem Silicon Valley stammt und die dritte Generation „Game Hacker“.
Alle drei Generationen verkörpern die Grundsätze der Hackerethik. Einige aus Levys zweiter Generation von Hackern sind:
- Steve Dompier: Mitglied im Homebrew Computer Club und Hacker, der an der Entwicklung des Altair 8800 mitwirkte.
- John Draper: Ein Revolutionär in der Programmierwelt, der EasyWriter, das erste Textverarbeitungsprogramm, schrieb.
- Lee Felsenstein: Mitbegründer von Community Memory und Homebrew Computer Club. Ein Mitentwickler des Sol-20-Computers
- Bob Marsh: Ein Entwickler des Sol-20-Computers
- Fred Moore: Aktivist und Gründer des Homebrew Computer Club
- Steve Wozniak: Mitbegründer von Apple

Levys „dritte Generation“ schließt unter anderem ein:
- John Harris: Einer der ersten Entwickler von On-Line Systems (jetzt Sierra Entertainment)
- Ken Williams: Zusammen mit seiner Frau Roberta gründete er On-Line Systems, nachdem er zuvor bei IBM gearbeitet hatte

## Spätere Entwicklungen
Verbreitung fand der Begriff der Hackerethik, und Diskurse, die sich auf die von Levy aufgestellten Grundsätze bezogen, seit Mitte der 1980er Jahre. Während die ursprüngliche Hacker-Ethik sich am MIT entwickelte, begannen in den 1980ern die Grundsätze der Hackerethik auf die weitere Welt anzupassen. Anhänger einer solchen Ethik bezogen sich ebenso auf die Grundsätze von Freiheit, Offenheit, und Zusammenarbeit, luden diese aber oft stärker politisch und kulturell auf.

### Teilen und Zusammenarbeit
Die frühen Hacker am MIT hatten an universitätseigenen Maschinen gearbeitet, die größtenteils durch das ARPA finanziert wurden. Erste Computerclubs in Kalifornien waren meist von Hobbyisten gegründet, die mit ihrem Hobby keine finanziellen Absichten verbanden. Als sich in den frühen 1980ern abzuzeichnen begann, dass Mikrocomputer und Software für diese ein erfolgversprechendes Marktsegment würden, und sich die Kommodifizierung von Hard- und Software abzuzeichnen begann, änderten sich die Rahmenbedingungen der Hackerethik. Viele ehemalige Mitglieder der Szene standen plötzlich im Wettbewerb miteinander; die Verhaltensweise, Informationen nicht weiterzugeben und Geheimnisse zu bewahren, konnte sich zumindest kurzfristig finanziell auszahlen.

### Computersicherheit
Sie wurde auch von der Hackerszene im Bereich der Computersicherheit aufgegriffen, in diesem Kontext neu interpretiert, teilweise erweitert und als Arbeitsethik aufgefasst, die sich mit dem moralischen Umgang mit Informationen, wie in der Informationsethik auseinandersetzt. Wenn auch nicht als Hackerethik bezeichnet, stammen aus der Mitte der 1980er theoretische Ansätze, die sich deutlich von dieser herleiten: das Hackermanifest von 1986, die Maxime Information wants to be free von 1984 von Stewart Brand oder das Genocide2600 Manifesto.
Die Hackerethik nach Wau Holland und dem CCC stellt eine Erweiterung der von Steven Levy dokumentierten Punkte dar und eine Uminterpretation im Kontext der Computersicherheit. Danach soll das Eindringen in Computersysteme zum Zweck des Vergnügens und der Wissenserweiterung akzeptabel sein, solange keine Daten gestohlen oder verändert werden.
Eric S. Raymond definierte 1996 die Hackerethik über zwei Grundsätze: Zum einen sei dies die Verpflichtung, Informationen zu veröffentlichen und weiterzugeben. Zum anderen sei es der Glaube, dass das Eindringen in und Hacken von Systemen gerechtfertigt sei, solange damit kein Schaden angerichtet werde. Während der erste Grundsatz in der Hacker-Szene unumstritten war, und sich beispielsweise durch Freie Software verbreitete, sei der zweite keineswegs unumstritten akzeptiert worden.

## Himanen
Der finnische Autor Pekka Himanen versuchte sich 2001 im gleichnamigen Buch an einer Neuformulierung der Hackerethik. Himanen definiert einen Hacker als jemand, der seiner Leidenschaft folgt, in der er sich selbst erfüllen kann, und der dabei etwas Gutes für alle schafft. Für Himanen ist die Hackerethik eine neue Arbeitsethik, die die Protestantische Arbeitsethik in Frage stellt. Im Gegensatz zur Kontrolle, die die protestantische Arbeitsethik betont, steht in der Hackerethik Austausch und Freiheit, die zu Wohlstand für alle führen.
Himanen führt die Hackerethik auf Platon und die Werte der wissenschaftlichen Gemeinschaft zurück. Er bezieht sich dabei auf Platons Aussage, dass sich wahre Erkenntnis plötzlich ergibt und nur dann, wenn man zusammenlebt und oft und familiär miteinander kommuniziert. Für Himanen ähnelt der Codex der Hacker sehr dem Idealbild der Wissenschaft, das sich historisch als überlegen zur Wissensgenerierung und Weitergabe erwiesen hat.

## Rezeption
Die Vereinbarkeit der Interpretation der von Levy dokumentierten Hackerethik durch den CCC und der Interpretation, die das Jargon File vertritt, ist umstritten.
Für den Aktivisten und Entwickler Richard Stallman sind Hacken und Ethik grundsätzlich getrennte Angelegenheiten.